# 跨平台游戏
跨平台游戏（英語：或cross-play）是电子游戏领域的一个词语，指具备在线游戏功能的电子游戏允许玩家使用不同的电子游戏硬件参与游戏。它经常用于指玩家可以用不同的電子遊戲機参与到同一个游戏中。
该词语与跨平台开发的概念相关，但不是指使用编程语言及工具完成的跨平台开发。跨平台玩游戏的概念是它允许玩家用不同的硬件平台参与同一个游戏，玩家通常只需购买一份游戏即可在不同系统上使用，并通过云存储或类似技术保持其游戏进度。